# Pricknattskärra
Pricknattskärra (Caprimulgus tristigma) är en fågel i familjen nattskärror.

## Utbredning och systematik
Pricknattskärra delas in i fem underarter:
- C. t. tristigma – förekommer från nordöstra Demokratiska republiken Kongo till södra Sudan, Burundi, Etiopien och norra Tanzania
- C. t. sharpei – förekommer i Guinea, Togo, Kamerun och Centralafrikanska republiken
- C. t. pallidogriseus – förekommer i Nigeria
- C. t. lentiginosus – förekommer från västra Angola till Namibia och Västra Kapprovinsen
- C. t. granosus – förekommer i sydöstra Demokratiska republiken Kongo, Zambia, södra Tanzania och Östra Kapprovinsen

## Status
Arten har ett stort utbredningsområde och beståndet anses stabilt. Internationella naturvårdsunionen IUCN listar den därför som livskraftig (LC).